# Настільний теніс на літніх Олімпійських іграх 1992
Змагання з настільного тенісу на літніх Олімпійських іграх 1992 в Барселоні тривали з 28 липня до 6 серпня в Мультиспортивній залі «Північний вокзал». Розіграно 4 комплекти нагород. Матчі за бронзові медалі скасували (їх одержували всі півфіналісти), однак знову повернули на Іграх 1996.

## Країни-учасниці
Змагалися 159 спортсменів (80 чоловіків і 79 жінок) з 48-ми країн.
- Аргентина (2)
- Австралія (2)
- Австрія (2)
- Бельгія (2)
- Бразилія (4)
- Болгарія (1)
- Канада (2)
- Чилі (3)
- Китай (8)
- Хорватія (2)
- Куба (4)
- Чехословаччина (5)
- Еквадор (1)
- Єгипет (2)
- Естонія (1)
- Франція (6)
- Німеччина (5)
- Гана (2)
- Велика Британія (6)
- Гонконг (4)
- Угорщина (1)
- Індія (4)
- Незалежні олімпійські атлети (5)
- Індонезія (3)
- Іран (1)
- Італія (1)
- Ямайка (1)
- Японія (8)
- Йорданія (1)
- Лівія (1)
- Марокко (1)
- Нідерланди (3)
- Нова Зеландія (3)
- Нігерія (6)
- КНДР (8)
- Перу (4)
- Польща (3)
- Румунія (4)
- Саудівська Аравія (1)
- Словенія (1)
- Південно-Африканська Республіка (2)
- Південна Корея (8)
- Іспанія (4)
- Швеція (6)
- Туніс (3)
- Уганда (1)
- Об'єднана команда (6)
- США (5)

## Медальний залік
| Дисципліна                  | Золото                   | Срібло                               | Бронза                           |
| --------------------------- | ------------------------ | ------------------------------------ | -------------------------------- |
| одиночний розряд (чоловіки) | Ян-Уве Вальднер · Швеція | Жан-Філіпп Гасьєн · Франція          | Кім Тхек Су · Південна Корея     |
| одиночний розряд (чоловіки) | Ян-Уве Вальднер · Швеція | Жан-Філіпп Гасьєн · Франція          | Ма Веньґе · Китай                |
| парний розряд (чоловіки)    | Люй Лінь і Ван Тао (CHN) | Штеффен Фецнер і Йорг Росскопф (GER) | Кан Хі Чхан і Лі Чхоль Син (KOR) |
| парний розряд (чоловіки)    | Люй Лінь і Ван Тао (CHN) | Штеффен Фецнер і Йорг Росскопф (GER) | Кім Тхек Су і Ю Нам Ґю (KOR)     |
| одиночний розряд (жінки)    | Ден Япін · Китай         | Цяо Хун · Китай                      | Рі Пун Хі · КНДР                 |
| одиночний розряд (жінки)    | Ден Япін · Китай         | Цяо Хун · Китай                      | Хьон Чон Хва · Південна Корея    |
| парний розряд (жінки)       | Ден Япін і Цяо Хун (CHN) | Чень Цзихе і Ґао Цзюнь (CHN)         | Рі Пун Хі і Ю Сун Пок (PRK)      |
| парний розряд (жінки)       | Ден Япін і Цяо Хун (CHN) | Чень Цзихе і Ґао Цзюнь (CHN)         | Хьон Чон Хва і Хон Чха Ок (KOR)  |

## Таблиця медалей
| Місце               | Країна               | Золото | Срібло | Бронза | Загалом |
| ------------------- | -------------------- | ------ | ------ | ------ | ------- |
| 1                   | Китай (CHN)          | 3      | 2      | 1      | 6       |
| 2                   | Швеція (SWE)         | 1      | 0      | 0      | 1       |
| 3                   | Німеччина (GER)      | 0      | 1      | 0      | 1       |
| 3                   | Франція (FRA)        | 0      | 1      | 0      | 1       |
| 5                   | Південна Корея (KOR) | 0      | 0      | 5      | 5       |
| 6                   | Північна Корея (PRK) | 0      | 0      | 2      | 2       |
| Загалом (6 збірних) | Загалом (6 збірних)  | 4      | 4      | 8      | 16      |